# 本尼朗大桥
本尼朗桥（英語：Bennelong Bridge）是位於澳大利亞悉尼的橋梁。本尼朗桥位於悉尼西區巴拉馬打河河南岸的康寶樹灣（Homebush Bay）北端,橫跨灣口，长330-（1,080-英尺），2016年5月22日建成通车。本尼朗桥特別之處在於橋上允許巴士、脚踏車、行人及急救車輛通行，但不允許私家車使用。本尼朗桥的建造由附近溫特沃兹角項目的地產開發商出資，換取政府批准其增加開發項目的住宅密度。